# 데드버튼즈
데드버튼즈(영어: Deadbuttons)는 대한민국의 사이키델릭 펑크 밴드로, 2014년 EP [Whoever We Are]로 데뷔 이래, 홍대 라이브 클럽공연과 국내외 다수의 페스티벌 참여, 방송 출연 등 활발하게 활동하고 있는 Psych-punk 밴드이다. 통렬한 사운드와 넓은 음악적인 스펙트럼으로 선보이며 젊음을 주제로 에너지와 분노, 욕망 등의 다양한 감정을 담은 정규 1집 [SOME KIND OF YOUTH], 풍성해진 연주와 로우파이의 거친 사운드가 인상적인 정규 2집 [rabbit]을 공개했다. 이후 그들은 2020년 7월, 3년 만에 정규 앨범 [1] 발표에 앞서 그들의 이름을 Dead Buttons에서 Deadbuttons로 바꾸었다. 그들은 2020년 7월에 발표한 [1]에서 기존에 발표했던 곡들을 완전히 재편곡하는 과감한 행보를 보였고 사운드와 모든 파트의 개성을 선명하고도 조화롭게 이끌며 음악적 성장을 보여주었다. 같은 해 그들은 두장의 싱글 앨범 [40-year-old Little Boy]와 [빙의]를 발매하였다.

## 구성원
- 홍지현 (보컬 & 기타)
- 구민재 (베이스)
- 김지원 (키보드)
- 서원석 (드럼)

## 음반
- 2014년 EP "Whoever You Are"
- 2016년 EP "Some Kind Of Youth"
- 2017년 LP "rabbit"
- 2018년 라이브 앨범 "111117"
- 2019년 라이브 앨범 "211218"
- 2020년 LP "1"
- 2020년 싱글 "40-Year-Old Little Boy"
- 2020년 싱글 "빙의"

## 활동

### 국내 활동
- 2013년 잔다리 페스타
- 2014년 JTBC <마녀사냥> 클로징 음악 "Witch"
- 2014년 EBS 스페이스 공감 7월의 루키
- 2014년 잔다리 페스타
- 2014년 Fuji TV 'NEW YEAR WORLD ROCK FESTIVAL 2014'
- 2015년 네이버 온스테이지 tbs eFM 인디애프터눈 196회, 200회
- 2015년 민트페스타 vol.47
- 2015년 스테핑 스톤 페스티벌
- 2015년 잔다리 페스타
- 2015년 MU:CON
- 2015년 서귀포 뮤직 페스티벌
- 2015년 광주 인디 뮤직 페스티벌
- 2016년 지산 밸리 락 페스티벌 메인스테이지
- 2016년 부산 국제 락 페스티벌
- 2016년 렛츠락 페스티벌
- 2016년 잔다리 페스타
- 2017년 잔다리 페스타
- 2017년 MU:CON
- 2019년 DMZ 피스트레인 뮤직 페스티벌

### 해외 활동
- 2012년 Japan Korea Punk rock Festival (도쿄)

- 2014년 유럽 투어 - Heebie Jeebie (리버풀) Kazimier Garden (리버풀), The Hatchet Inn (브리스톨)

AAA (런던) Astbury Castle (런던)
- 2014년 Liverpool Sound City 2014 (리버풀)

- 2014년 V-ROX 2014 메인스테이지 (블라디보스토크)

- 2015년 Liverpool Sound City 2015 (리버풀)
- 2015년 Brixton Windmill (런던)

- 2015년 KCCUK K-indie showcase (런던)
- 2015년 Milano Expo 2015 (밀라노)

- 2016년 REMEDY (Radio X showcase)(영국)
- 2016년 FestEVOL (리버풀)
- 2016년 Festival Circasismic (브장송)
- 2016년 Liverpool Sound City 2016 메인스테이지 (리버풀)
- 2016년 Rock n roll marathon (리버풀)

- 2016년 Primavera Sound / Primavera Pro 2016 (바르셀로나)
- Radio X live session(런던)

- 2016년 KCON LA (로스앤젤레스)

- 2017년 일본 투어(도쿄, 시모노세키, 요코하마)

- 2018년 Liverpool Sound City 2018 (리버풀)

- 2018년 En Orbita 2018 (리마, 산티아고)